# Xalam
Xalam (Serer) eller khalam (Wolof) är en traditionell luta från Västafrika med 1-5 strängar. 

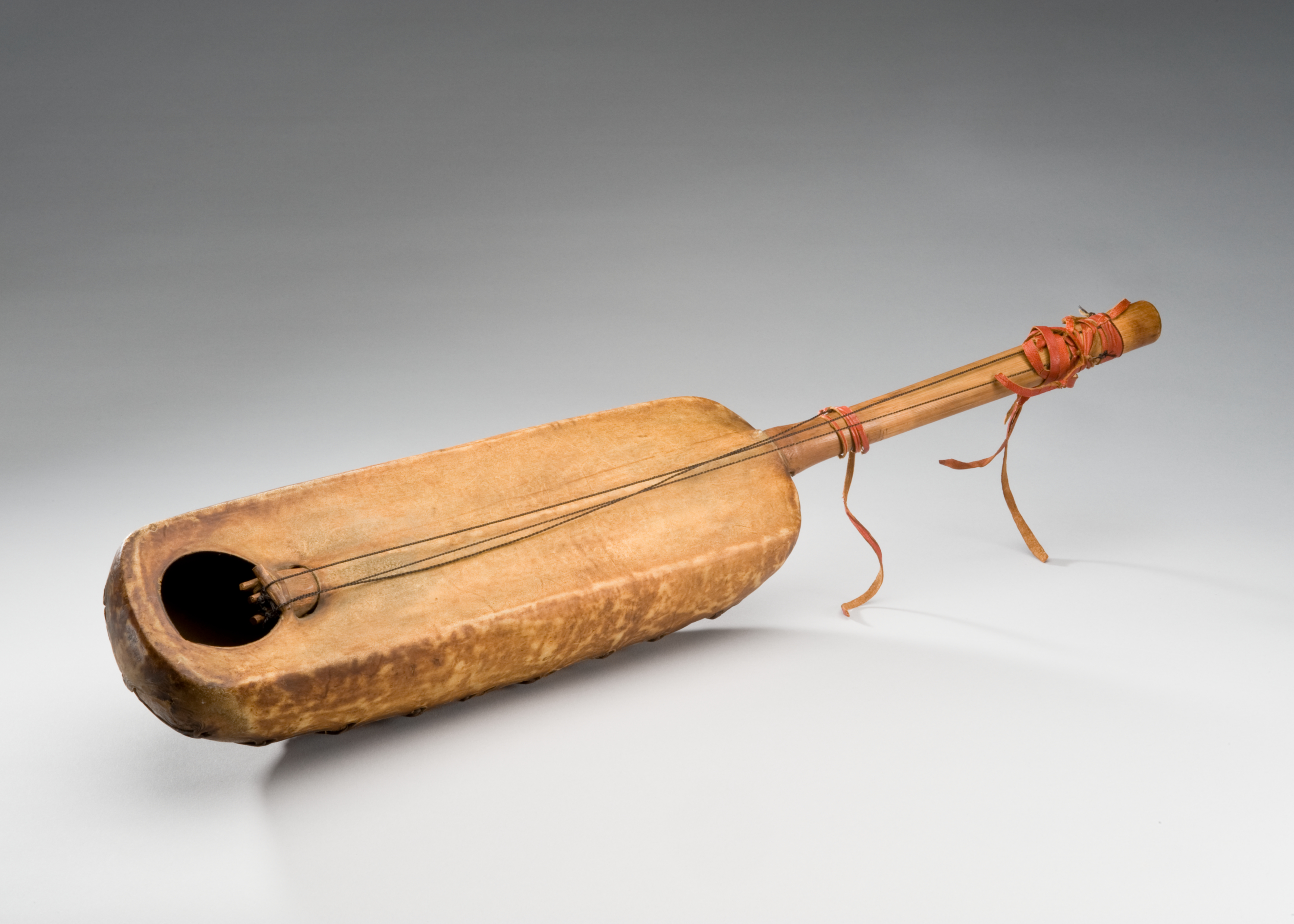
Molo, en variant av Xalam, från Hausafolket i Nigeria

Xalam är ett musikinstrument som spelas i stora delar av Västafrika. Stränginstrumentet hittas i bland annat Mali, Gambia, Senegal, Niger, norra Nigeria, norra Ghana, Burkina Faso, Mauretanien och Västsahara. Liknande varianter av instrumentet är kända på andra språk, exempelvis ngoni (Bambara), bappe, diassare, hoddu (Pulaar), koliko (Gurunsi), kologo (Frafra), komsa, kontigi, gurmi, garaya (Hausa), koni, konting (Mandinka), molo (Songhai / Zarma), ndere och tidinit (Hassaniyya och Berber).
På Wolof (talas i Gambia, Senegal och Mauretanien) används termen xalamkat för att beskriva en musiker som spelar xalam. Detta ord kombinerar den verbala formen för xalam, vilket indikerar handlingen att spela xalam, med suffixet ”-kat”, vilket därmed betyder ”någon som spelar xalam.”
På Mande-språket används termerna "ngonifola" eller "konting fola". På Hausa antingen "mai gurmi" eller "mai kontigi".

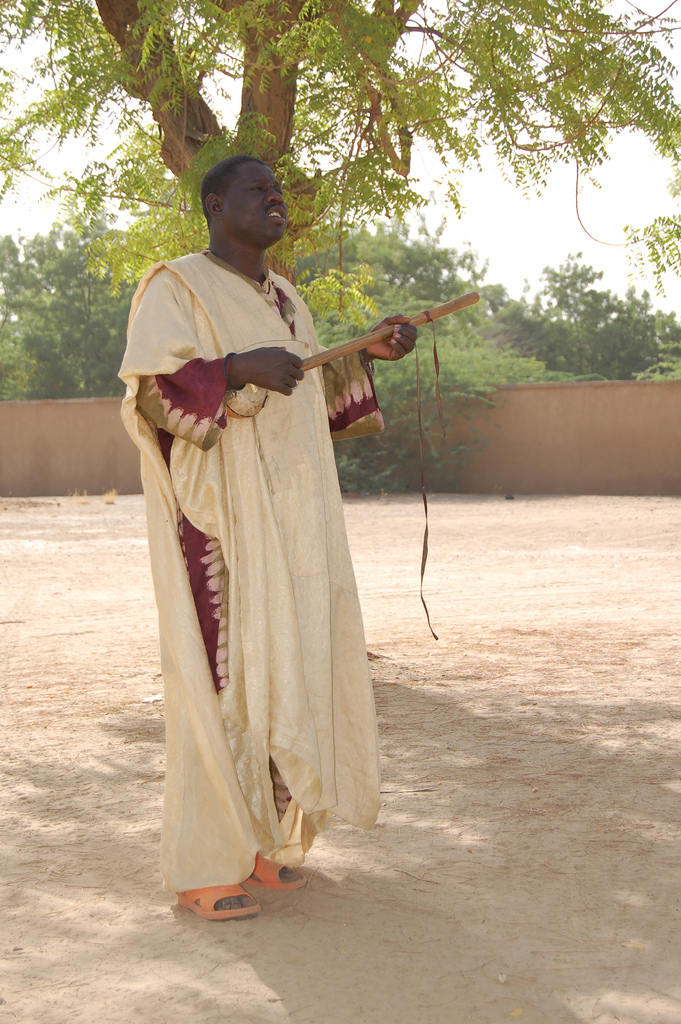
En Hausa Griot som spelar gurmi (en Hausa-variant av xalam med en sfärisk kropp) i Diffa i Niger.

## Struktur

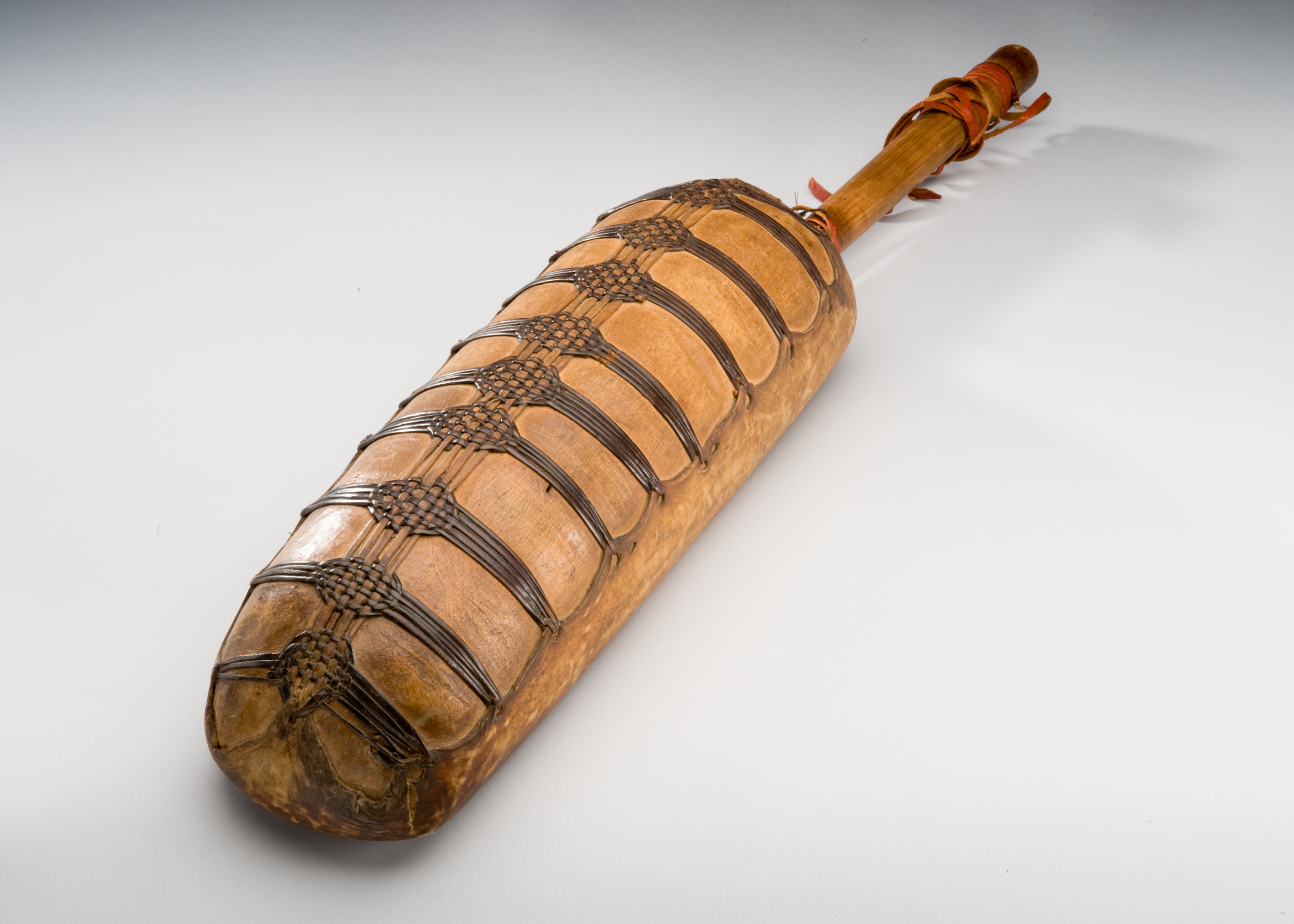
Baksidan av en molo. Ljudbrädan hålls fastspänd med råhudssträngarna på instrumentets baksida.

Xalam i sin grundläggande form är en enkel luta med en till fem strängar. Instrumentets träkropp, en membranofon, är oval och klädd i nötkreatursskinn. Strängarna tillverkas vanligtvis av två eller tre hårt spända fiskelinor av nylon som fästs vid instrumentets brygga med hjälp av bomullssträngar. Långa smala läderremsor används för att fästa strängarna till instrumentets hals, och genom att justera dessa remsor kan instrumentet stämmas.
En xalam har vanligtvis två huvudmelodisträngar, som hålls med vänster hand likt gitarr- eller banjosträngar, samt två till tre kompletterande strängar med fast tonhöjd. Många xalam-spelare tillverkar sina egna instrument, även om de oftast anlitar träarbetare (lawbe) för att skära ut kroppen, halsen och bryggan.

## Användning
I de flesta områden spelas xalam av manliga griots, lovsångare, som är födda in i yrket. Xalam fungerar främst som ett soloinstrument eller i duo för att ackompanjera lovsånger och historiska berättelser. Ibland kan det även vara en del av en större ensemble tillsammans med instrument som kora, trummor och kalebasser. Traditionellt används instrumentet vid bröllop och namngivningsceremonier för nyfödda. Xalam är även vanligt förekommande i folklore-ensembler, populära mbalax-grupper och ndaga-varietéer.

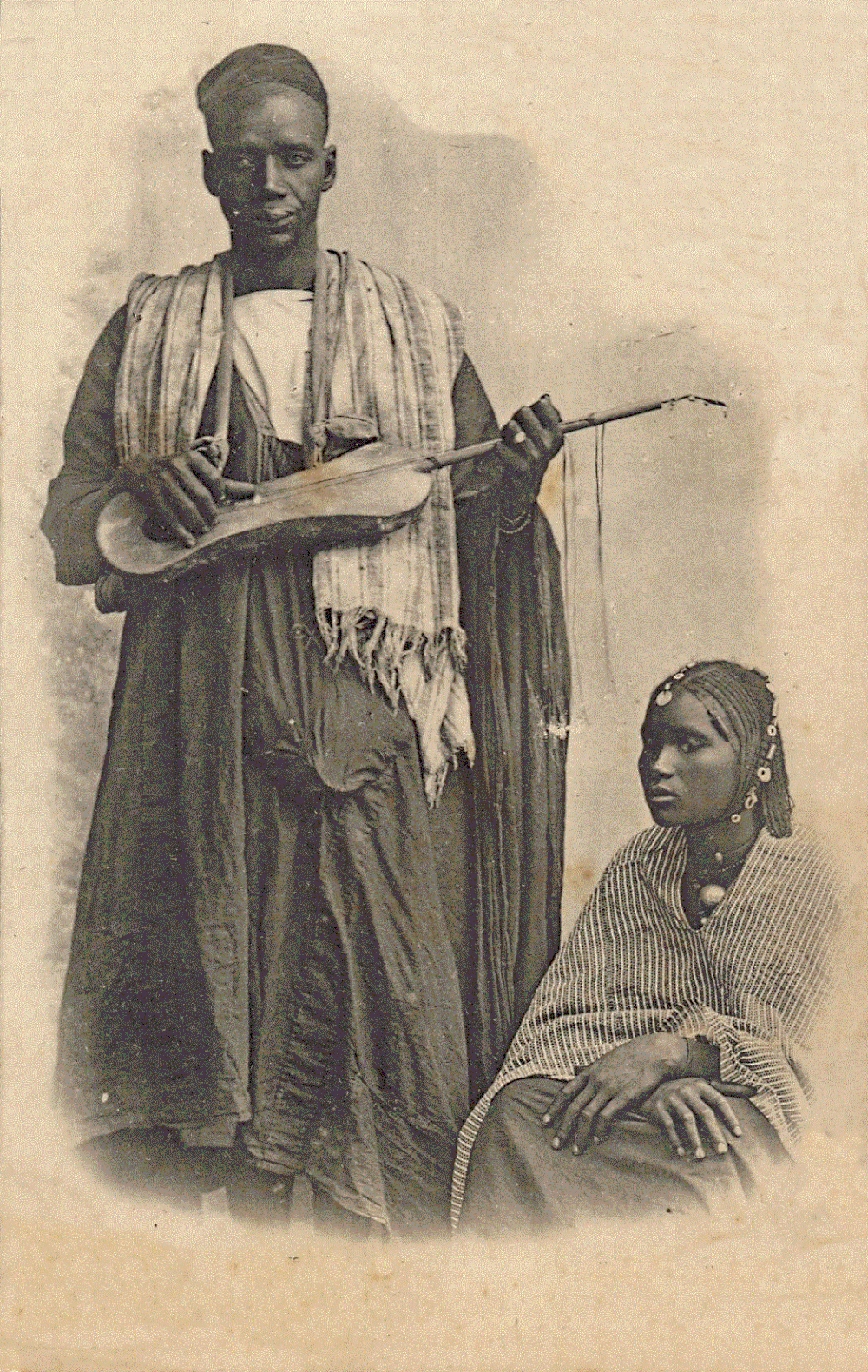
Senegalesisk khalamkat som håller i en khalam (xalam, hoddu, molo). Cirka 1890-1905.